# Kit Kat
Kit Kat és una llaminadura consistent en una galeta o neula de xocolata amb llet, creada per primera vegada per la companyia Rowntree Limited a York (Anglaterra, Regne Unit) en 1935. Després de la compra de Rowntree per part de la multinacional Nestlé en 1988, aquesta empresa comercialitza la marca Kit Kat en la gran majoria de països excepte als Estats Units, on és comercialitzada per Hershey's. L'aliment consisteix en un paquet amb quatre barretes, compostes per una neula de galeta coberta per una capa de xocolata. Cada barreta pesa 41,5 grams i conté 216 calories. A més del tradicional, se n'han comercialitzat diferents versions amb el pas del temps, com la de xocolata blanca.

## Història
La versió original de Kit Kat va ser desenvolupada per un treballador de la companyia Rowntree, ja que es volia crear un snack que qualsevol pogués portar al treball. El producte va ser llançat el 1935 al preu d'un penic a Regne Unit en la seva versió de quatre barretes, mentre que la de dues es va llançar en 1936. Durant els primers anys l'aliment es va anomenar Rowntree's Xocolata Crisp, que va passar a ser Kit Kat Xocolata Crisp el 1937 i, finalment, Kit Kat després de la Segona Guerra Mundial.
El Kit Kat tradicional consisteix en quatre barretes d'1 centímetre de grossor per 12 cm. La versió anomenada Kit Kat Chunky, coneguda als Estats Units com Big Kat, és una barra de 2.5 cm de grossor que va començar a comercialitzar-se el 1999. El nombre de barretes de cada paquet varia segons el tipus de mercat, igual que les diferents versions i sabors.
El 1988 Nestlé va comprar la companyia i va decidir llançar Kit Kat a altres mercats internacionals. El producte es comercialitza a Regne Unit, Estats Units (per Hershey's), Canadà, Europa, Austràlia, Nova Zelanda, Japó, Xina, Malàisia, Turquia, Índia, Sud-amèrica i Sud-àfrica entre altres regions i països.
El pes de la tauleta es va reduir al 2017 dels 45 als 41.5 grams actuals.

## Repercussió
A Regne Unit Kit Kat és una de les marques principals quant a barretes de xocolata, igual que als Estats Units i el Canadà. Al Japó la llaminadura també ha guanyat popularitat és el mercat en el qual més sabors s'han llançat, alguns d'ells tan poc usuals com a banana, meló, vainilla, te verd, azuki entre d'altres, a més d'edicions de luxe.
En els últims anys Nestlé ha llançat versions de Kit Kat amb nous sabors als mercats on la competència era més dura, inclòs Regne Unit on Cadburys hi havia bestiar terrè. L'èxit de cada nou sabor va ser molt disparat, i encara que alguns van ser un èxit i van tenir una versió permanent (cas de la xocolata negra), uns altres van ser retirats.
Google ha nomenat a la seva versió 4.4 d'Android com Kit Kat en un mutu acord publicitari i comercial amb Nestlé el 2013.

## Controvèrsia
En 2010, diverses associacions ecologistes com Greenpeace van denunciar que Nestlé utilitzava oli de palmell del distribuïdor Sinar Mas, relacionat amb la desforestació de les selves d'Indonèsia, per a les seves marques de xocolatines com Kit Kat. Dos mesos després, la multinacional suïssa va canviar de proveïdor davant les crítiques i mobilitzacions dels consumidors.

## Varietats
Un Kit Kat Chunky.
Kit Kat: Habitualment venen en un pack amb quatre barretes.
Kit Kat mini: grandària mini.
Kit Kat Fine Dark: Xocolata negra.
Kit Kat White: Xocolata blanca.
Kit Kat Chunky: Consistent en una barra de major grandària que les originals.
El país amb més varietats de Kit Kat és Japó, on han arribat a comercialitzar-se més de trenta models diferents.

## Publicitat i eslògan
El producte té diferents sabors o barritas depenent de cada mercat. Des de 1957 l'empresa va encunyar el seu eslògan característic "Have a break... have a kit Kat" (traduït a Espanya com "Pren-te un respir, pren-te un Kit Kat"). A pesar que Nestlé va intentar canviar-ho, la popularitat del mateix va fer que la companyia tornés a adoptar l'original. A més, hi ha hagut un altre tipus de campanyes. Regne Unit va col·laborar amb Channel 4 per a una campanya de promoció de Big Brother, introduint en els paquets de Kit Kat "bitllets daurats" que permetessin la possibilitat de participar en l'edició del concurs, basant-se en el conte "Charlie i la fàbrica de xocolata" de Roald Dahl. En 2013, Kit Kat i Google van pactar una nova manera de promoció mútua sense intercanvi de diners. La versió 4.4 del sistema operatiu Android passaria a anomenar-se "Kit Kat" a canvi que Nestlé anunciï aquesta versió i promocioni sorteigs de productes de Google Play.